# 第十次イゾンツォの戦い
第十次イゾンツォの戦い（Tenth Battle of the Isonzo）とは、第一次世界大戦中のイタリア戦線で、イタリアとオーストリアの間で発生した戦い。

## 背景
短期決戦で終わると喧伝されていた戦争が長期化する中、ルイージ・カドルナ参謀総長はドイツの参戦が更に戦争を長引かせると不快感を抱いていた。オーストリア・ハンガリーは消耗戦の前に領土を明け渡しつつあったが、イタリア側も消耗戦に決して楽観視できない疲弊に陥っていたからである。特に死者数に関しては攻め手として防衛線を攻撃せねばならないイタリアの方がより多かった。しかし同じ頃、ドイツ軍と英仏軍が睨み合う西部戦線でも状況の膠着化が進み、イギリスのロイド・ジョージ首相は西部戦線での勝算は低いと考えていた。
ロイド・ジョージはイソンゾ戦線に伊英仏協商軍が全軍を投入して、まずオーストリア・ハンガリーを降伏に追い込む事を主張した。だがロイド・ジョージ案に対してダグラス・ヘイグ英参謀総長はドイツ軍の西部戦線への攻勢を危惧してこれに反対し、新たな攻撃を控えていたフランス軍もこれに同調した。代わりにフェルディナン・フォッシュ仏参謀総長とルイージ・カドルナとの間で会談が行われ、「ドイツ軍がイソンゾ戦線に参戦した場合は英仏軍も参戦する」との協定を結んだ。ロイド案に対する妥協として結ばれた軍事協定は、図らずもカポレットの敗北からの戦線建て直しで効力を発揮する事になる。
1917年4月、フランスは予定していた新たな攻勢を発動するに当たってイタリアに同時攻撃を要請、カドルナはこれを受けて10度目のイソンゾ攻勢を開始する。

## 戦闘
イタリア陸軍はオーストリア・ハンガリー陸軍の倍近い戦力を投入して戦線の突破を計画した。攻撃はそれまでのゴリツィア北東部からの進出ではなく、ヴィパッツォ山を経たトリエステへ向けられていた。攻撃は当初順調に進み、オーストリア・ハンガリー軍の防衛線を破ってトリエステ近郊にまで迫った。しかし5月後半にオーストリア・ハンガリー軍の抵抗が強まると攻勢を維持できず、結局6月8日に戦闘が終結する頃にはゴリツィア前方に幾つかの拠点を占領するに留まった。ジュリア・アルプスでも攻撃が行われたが、防衛線を超える事はできなかった。
イタリア陸軍は獲得した領土に比べ割に合わない損害に士気を落としたが、カドルナは更なる前進を望んで攻撃を継続した。

## 他の戦闘
- 第一次イゾンツォの戦い - 1915年6月23日 - 7月7日
- 第二次イゾンツォの戦い - 1915年7月18日 - 8月3日
- 第三次イゾンツォの戦い - 1915年10月18日 - 11月3日
- 第四次イゾンツォの戦い - 1915年11月10日 - 12月2日
- 第五次イゾンツォの戦い - 1916年3月9日 - 3月17日
- 第六次イゾンツォの戦い - 1916年8月6日 - 8月17日
- 第七次イゾンツォの戦い - 1916年9月14日 - 9月17日
- 第八次イゾンツォの戦い - 1916年10月10日 - 10月12日
- 第九次イゾンツォの戦い - 1916年11月1日 - 11月4日
- 第十一次イゾンツォの戦い - 1917年8月19日 - 9月12日
- カポレットの戦い - 1917年10月24日 - 11月9日（第一二次イゾンツォの戦いとも言う）